# 構造主義的マルクス主義
構造主義的マルクス主義（こうぞうしゅぎてきまるくすしゅぎ、英：structural Marxism）とは、アルチュセールやプーランザスを代表とする階級論と国家論の総称であり、西欧マルクス主義の主な潮流の一つである。

## 概要
そもそもは、アルチュセールが『マルクスのために』、『資本論を読む』のなかで提唱したマルクス主義の立場に由来する。アルチュセールは、経済決定論やヘーゲル歴史主義、実存主義といったそれまでのマルクス研究がもちこんだ外的要素を取り去って、カール・マルクスのテキストそのものの「構造」にしたがって読むことを提案した。
そして、この構造主義的読解によれば、初期マルクスの思想は人間中心主義と歴史主義であり、その疎外論が形而上学的なイデオロギーであったのが、いわゆる「認識論的切断」によってこれを乗り越えて、後期思想において経済的構造の科学的認識を確立することができたという。すなわち、マルクスは、社会と歴史を、経済・政治・イデオロギーという諸水準の構造（審級）が接合（節合）し相互連関しあう全体として、つまり「重層的決定」のシステムとして捉えることができたというのである。
この「重層的決定」に代表される主張はいずれも構造主義理論から継承したものであるが、ここでの眼目は、彼らが、歴史的変動は構造そのものの中に内蔵されている矛盾の把握によってしか求められぬとして、階級と国家を中心にした経験的研究を推進したことにある。
たとえばプーランザスは、多元論的国家観および道具論的国家観のいずれをも退け、国家構造を資本主義のシステム的拘束や矛盾によって規定されたものとみなし、社会構成体内に存在している力学の解明に取り組んだ。